# Ławska Wólka
Ławska Wólka (biał. Вулька Лаўская; ros. Вулька Лавская) – wieś na Białorusi, w obwodzie brzeskim, w rejonie pińskim, w sielsowiecie Waliszcze.
W dwudziestoleciu międzywojennym leżała w Polsce, w województwie poleskim, w powiecie pińskim, w gminie Łohiszyn. Po II wojnie światowej w granicach Związku Sowieckiego. Od 1991 w niepodległej Białorusi.